# 162-я стрелковая дивизия (1-го формирования)
162-я стрелковая дивизия — воинское соединение Вооружённых Сил СССР в Великой Отечественной войне.

## Первое формирование
На 17 октября 1939 года 162-я стрелковая дивизия входила в состав Харьковского военного округа.
Сформирована летом 1940 года в городе Артёмовск (Харьковский военный округ). Весной 1941 года дивизию передислоцировали в Лубны (Полтавская область), на третий день войны направлена на фронт.

### Состав на начало боевых действий
- 501-й стрелковый полк
- 627-й стрелковый полк
- 720-й стрелковый полк (Г. Д. Мухин)
- 605-й легко-артиллерийский полк
- 634-й гаубичный артполк
- 141-й отдельный противотанковый дивизион
- другие подразделения

### Командование дивизии
- Командир дивизии — Колкунов, Николай Фёдорович (16.07.1940 — 03.12.1941), полковник
- Начальник штаба — Баринов, Александр Борисович (07.1940 — 03.1941)
- Начальник автобронетанковой службы —  Носов, Алексей Филиппович (09.1939 — 21.11.1941) майор[1].

### Боевые действия
C 11 июля в составе 25-го стрелкового корпуса 19-й армии участвовала в Витебском сражении, была отброшена от Витебска и понесла большие потери; её 720-й полк оказался отрезан от основных сил и в конце июля 1941 года сражался в районе Духовщина, Ярцево.
По данным штаба Фронта Резервных армий от 18 июля, после боёв в районе Сураж-Витебский 162-я стрелковая дивизия отошла в район Нелидово 100 км западнее Ржев, где была переподчинена 30-й армии.
Командир полковник Н. Ф. Колкунов предстал перед судом военного трибунала за то, что «13 июля в момент выхода дивизии из окружения отдал приказ зарыть в землю имущество связи… Уничтожение указанного имущества боевой обстановкой не вызывалось…» Он был приговорён к 5 годам заключения с отсрочкой приговора, остался в армии и погиб под Вязьмой 2 октября 1941 года.
В августе-сентябре 1941 года доукомплектованная дивизия сражалась в составе 30-й армии Западного фронта, участвовала в Духовщинской операции.

#### Вяземская операция

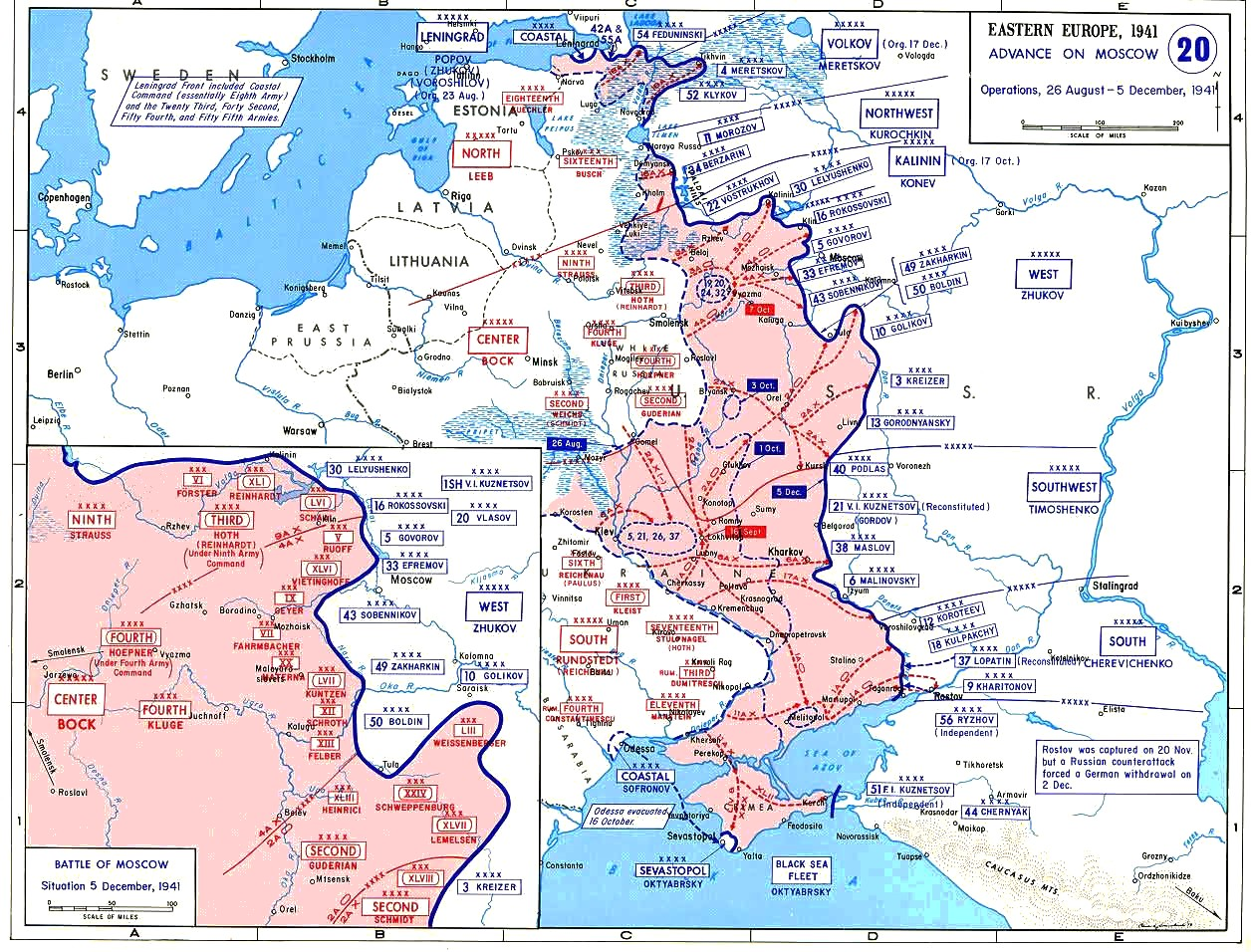
Операция «Тайфун»

В 162-й стрелковой дивизии ощущался острый недостаток артиллерийского и стрелкового вооружения, инженерных средств. По состоянию на 20 сентября 1941 года насчитывалось пулемётов станковых — 32, ручных — 39, зенитных — 3, орудий 28, в том числе: 45-мм −12, 76-мм — 8, гаубиц 1 22-мм — 8, ПТР — 9. Не хватало даже бутылок с зажигательной жидкостью «КС».
В соседней 244-й стрелковой дивизии 19-й армии было 49 орудий (с учётом полковой артиллерии), в том числе: 45-мм — 18, 76-мм — 23, гаубиц 122-мм — 8. Было установлено 700 метров проволочного забора и 550 мин. Оставшиеся 627 противотанковых мин предполагалось использовать в ходе боя на вероятных направлениях движения вражеских танков. Стык с этой дивизией по плану должен был прикрываться огнём пяти артиллерийских дивизионов 30-й армии.
2 октября 1941 года в 5 часов 30 минут утра началась мощная, 45-минутная артиллерийская подготовка по всему фронту девятой армии вермахта.
В октябре 1941 года разгромлена в Вяземском «котле» и расформирована 27 декабря 1941 года.

## Второе формирование
В январе—марте 1942 года 162-я стрелковая дивизия перечислена в составе войск, находившихся на формировании в Уральском ВО (в городе Верхний Уфалей), в апреле—мае 1942 года — в составе 28-й армии Резерва Ставки ВГК. На 17 апреля 1942 года части дивизии сосредоточились на территории Великобурлукского района Харьковской области. Списочная численность дивизии составляла 11 240 человек. 12 мая дивизия вышла на исходное положение в районе Березники, Нетайловка, Шевченково Первое, Верхний Салтов. В ходе Харьковской операции вела ожесточённые бои с немецкими пехотными и танковыми частями в районе с. Байрак, подвергаясь активным атакам вражеской авиации. По состоянию на 1 июня поступила в распоряжение 38-й армии, вела боевые действия на территории Шевченковского района. В ночь на 24 июня под напором превосходящих сил противника отошла на восточный берег реки Оскол в районе Купянска. В июле части дивизии с боями прорывались из окружения по маршруту Лозное, Новороссошь, Бондаревка, Меловое, Кашары, Боковская. В середине июля 1942 года остатки дивизии в количестве чуть более 500 человек переправились через Дон и были обращены на укомплектование 304-й стрелковой дивизии.

### Командование дивизии
Командир дивизии — полковник Матвеев, Митрофан Ильич (01.12.1941 — 24.07.1942)

## Третье формирование
Сформирована в конце 1942 года в Средней Азии из войск НКВД. Вошла в состав 70-й армии Центрального фронта, участвовала в Курской битве, затем в составе 65-й армии Белорусского фронта в Черниговско-Припятской, Гомельско-Речицкой, Калинковичско-Мозырской наступательных операциях. За боевые заслуги удостоена почётного наименования «Новгород-Северская», награждена орденом Красного Знамени (за успешные боевые действия по освобождению г. Речица) и орденом Суворова. Завершила войну на побережья Балтийского моря в районе Ростока. Расформирована в мае 1945 года.

### Состав
- Управление
- Штабная батарея начальника артиллерии дивизии
- 194-й Краснознамённый Ташкентский стрелковый полк
- 209-й Зайсанский стрелковый полк
- 224-й Памирский стрелковый полк
- 369-й Ашхабадский артиллерийский полк
- 85-й отдельный истребительный противотанковый дивизион
- 61-я разведывательная рота
- 22-й сапёрный батальон
- 548-й отдельный батальон связи
- 79-й медико-санитарный батальон
- 20-я отдельная рота химической защиты
- 330-я автотранспортная рота
- 56-я полевая хлебопекарня
- 11-й дивизионный ветеринарный лазарет
- 2288-я полевая почтовая станция
- 1829-я полевая касса Государственного банка

### Командиры дивизии
- Тарасов, Сергей Михайлович (15.11.1942 — 24.11.1942), полковник;
- Сенчилло, Сергей Яковлевич (25.11.1942 — 20.10.1943), полковник, с 20.12.1942 генерал-майор;
- Черняк, Степан Иванович (22.10.1943 — 20.01.1944), полковник;
- Гринвальд-Мухо, Лазарь Васильевич (21.01.1944 — 08.07.1944), полковник;
- Муратов, Анатолий Олегович (09.07.1944 — 09.05.1945), полковник.

### Награды
- 16 сентября 1943 — присвоено почётное наименование «Новгород—Северская» [4][5]
- 18 ноября 1943 года — награждена Орденом Красного Знамени
- 4 июня 1945 года — награждена Орденом Суворова 2 степени